# Batalla de Sabán
La Batalla de Sabán tuvo lugar el 31 de diciembre de 1899 en las inmediaciones de Sabán, en el estado de Quintana Roo, México, entre elementos del Ejército Mexicano, y elementos del ejército maya durante la Guerra de Castas. 